# Poisonblack
Poisonblack war eine Band aus Finnland, deren Musikstil dem Dark Rock zuzuordnen war.

## Geschichte
Die Band wurde 2000 von Sentenced-Sänger Ville Laihiala und Bassist Janne Kukkonen gegründet. Da die Band für Laihiala allerdings ursprünglich den Charakter eines Nebenprojekts hatte, wollte er sich zunächst ausschließlich auf seinen Posten als Gitarrist konzentrieren. Daher holte er den Charon-Sänger Juha-Pekka Leppäluoto ins Boot, um ihm das Singen zu überlassen. Die Bandmitglieder von Charon und Sentenced waren bereits zuvor einander durch eine gemeinsame Tour durch Finnland bekannt.
Erweitert um Schlagzeuger Tarmo Kanerva und Keyboarder Marco Sneck – beide zunächst nur als Session-Musiker – nahm die Band im Jahr 2003 das Debütalbum Escapextacy auf, welches über Century Media veröffentlicht wurde. Die Band absolvierte daraufhin eine Tournee im Vorprogramm u. a. von Iron Maiden, Lacuna Coil und Moonspell.
Danach wurde es allerdings wieder ruhig um die Band. Erst am 24. August 2006 ist mit Lust Stained Despair das zweite Album der Band erschienen. Bei den Studioaufnahmen sang jedoch nicht mehr Juha-Pekka Leppäluoto, der sich wieder mehr auf Charon konzentrieren wollte, sondern Ville Laihiala. Daneben wurde mit Antti Remes der Bass neu besetzt. Im Herbst 2006 fand eine Europatournee erneut mit Lacuna Coil statt. Dieses Mal waren jedoch auch die deutschen Lacrimas Profundere mit auf Tour.
Im Jahr 2007 trat Poisonblack auf dem Wave-Gotik-Treffen in Leipzig und auf dem Summer Breeze Festival in Dinkelsbühl auf. 2008 tourte die Band mit den Schweden Dark Tranquillity durch Europa auf der „Where Death is most alive“-Tournee.
2010 veröffentlichte sie ihr viertes Album Of Rust and Bones. Einige Wochen vorher wurde bereits der Song Buried Alive auf der MySpace-Seite der Band veröffentlicht. Im Oktober 2010 wurde bekannt, dass die Band sich mit dem dänischen Produzenten Tue Madsen im Januar 2011 ins Studio begeben würde, um den Nachfolger von Of Rust and Bones aufzunehmen. Arbeitstitel des neuen Albums ist vorläufig Lead & Roll Vol. 5.
Im November 2010 gab Poisonblack auf ihrer offiziellen Homepage bekannt, dass Gitarrist Janne Markus die Band verlassen habe, da seine „Ziele und Ambitionen“ bei Poisonblack nicht hätten verwirklicht werden können. Für anstehende Konzerte verpflichtete die Band den Gitarristen Antti Leiviskä als Session-Musiker.
Im September 2013 erschien ihr sechstes Album Lyijy. Am 23. August 2015 gab Sänger Ville Laihiala über Facebook das Ende der Band bekannt.

## Diskografie

### Alben
- 2003: Escapexstacy (Century Media)
- 2006: Lust Stained Despair (Century Media)
- 2008: A Dead Heavy Day (Century Media)
- 2010: Of Rust and Bones (Century Media)
- 2011: Drive (Hype Productions)
- 2013: Lyijy

### Singles
- 2006: Rush
- 2008: Bear the Cross

### Musikvideos
- 2004: Love Infernal
- 2006: Rush
- 2008: Bear the Cross
- 2011: Mercury Falling